# Scoglio Muginara
Lo scoglio Muginara è un'isola del mar Ligure, nel territorio comunale di Ameglia in provincia della Spezia.